# Pervomaiske, Mala Vîska
Pervomaiske (în ucraineană Первомайське) este o comună în raionul Mala Vîska, regiunea Kirovohrad, Ucraina, formată numai din satul de reședință.

## Demografie
Componența lingvistică a comunei Pervomaiske
     Ucraineană (98,36%)
     Rusă (1,64%)
Conform recensământului din 2001, majoritatea populației comunei Pervomaiske era vorbitoare de ucraineană (98,36%), existând în minoritate și vorbitori de rusă (1,64%).